# Masaya Nakamura
Masaya Nakamura (中 村 雅 哉) Tokio, 24 de diciembre de 1925 - 22 de enero de 2017 fue un empresario japonés, fundador de Namco, la tercera mayor entidad en desarrollo de videojuegos en Japón. Nakamura era ingeniero naval y creó la compañía con un capital de 3000 dólares. Compró dos caballos mecánicos y los puso en la azotea de unos grandes almacenes, él mismo gestionaba las atracciones y reparaba las máquinas. Nakamura visitó la filial de Atari japonesa y empezó a comprarles juegos, también conoció a Bushnell. En 1974 Bushnell cerró el negocio en Japón y lo vendió a Namco que se convirtió en el principal distribuidor japonés de Atari.
En 1993 Namco compró el estudio cinematográfico Nikkatsu, Nakamura se involucró en la producción cinematográfica y fue acreditado como productor ejecutivo de una serie de películas Nikkatsu.

## Premios y condecoraciones
El gobierno japonés le otorgó la "Orden del Sol Naciente, Rayos de Oro con Roseta" por su contribución a la industria japonesa.